# Cynthia Irwin-Williams
Cynthia Irwin-Williams, född 14 april 1936, död 15 juni 1990, var en amerikansk arkeolog. Hon doktorerade vid Harvard 1963 och hennes viktigaste arbete var i studiet av den äldre förhistorien framför allt i sydvästra USA och inom områden med torrt eller ökenklimat.

## Utbildning
Cynthia Irwin-Williams tog en kandidatexamen i antropologi vid Radcliffe College 1957. Året därpå tog hon en amerikansk master inom samma område. Hennes arbete för examen hade titeln The Upper Paleolithic Cultures of Spain and Portugal. År 1963 avslutade hon sin utbildning i antropologi med en doktorsexamen från Harvard University. Doktorsavhandlingen hade titeln Excavations at Magic Mountain: Plains/Southwest Relations in Prehistory och skrevs tillsammans med brodern. Den publicerades 1966 av Denvers naturhistoriska museum. Irwin-Williams började sin karriär som arbetande arkeolog på 1950-talet. Hon var en banbrytare för kvinnor inom arkeologin.

## Arkeologisk karriär
Cynthia Irwin-Williams arbetade i Colorado från mitten av 1950-talet till 1960. Hon arbetade då tillsammans med sin bror Henry Irwin, som också var arkeolog. År 1966 publicerade Irwin-Williams och hennes bror en bok med beskrivningar av fynd från utgrävningen av Magic Mountain som utfördes för Peabody Museum vid Harvard University 1959–1960. Mellan 1958 och 1960 arbetade de också på den närliggande LoDaisKa-platsen. Ett av hennes betydande resultat var att hon på 1960-talet definierade  Picosa-kulturen, en arkaisk kultur av människor från tre platser med sammankopplade artefakter och livsstilar. Kulturens namn bildades av de två första bokstäverna i orden Pinto Basin (PI), Cochise tradition (CO) och San Jose (SA),  PI+CO+SA = Picosa. Irwin-Williams utredde olika faser för Osharakulturen från arkaisk tid, under sitt arbete i Arroyo Cuervo-området i nordvästra New Mexico. Oshara var samtida med Picosakulturen. Irwin menade att det forntida pueblofolket (anasazikulturen) åtminstone delvis utvecklades från Oshara. År 1962 ledde Irwin-Williams ett team som var det första som grävde ut Hueyatlaco-boplatsen i Mexiko. Platsen datering blev omdiskuterad och delar av teamet menade att platsen hade en ålder av över 100 000 år. Kontroverser om åldern på bebyggelsen på platsen ledde till att Irwin-Williams aldrig publicerade en slutrapport om utgrävningen trots årtionden av forskning.

## Akademisk lärare
Irwin-Williams undervisade vid Hunter College i New York 1963–1964. Hennes huvudsakliga verksamhet som lärare var vid Eastern New Mexico University där hon undervisade från 1964 till 1982. Hon innehade Llano Estacado Distinguished Research Professur från 1978 till 1982 på lärosätet. Irwin-Williams flyttade till Reno i Nevada 1982 för att bli verkställande direktör för Social Science Center vid Desert Research Institute. Hennes professionella karriär avslutades som forskningsprofessor vid Quaternary Science Center 1988 till 1990. Hon avled vid 1990 vid 54 års ålder. Irwin-Williams författade över 60 publikationer inom arkeologi och relaterade områden.

## Arbete inom organisationer
Cynthia Irwin-Williams var aktiv i många professionella organisationer, och innehade befattningar eller kommittémedlemskap i sådana grupper som Society for American Archaeology (SAA) där hon var medlem av verkställande kommittén. Hon var den andra kvinnan som fungerade som sällskapets president från 1977 till 1979. Irwin-Williams var sedan ordförande för SAA:s federala arkeologikommitté åren 1979–1984, medlem av kommittén för relationer med ursprungsbefolkningen (Committee on Native American Relations) från 1974 till 1976, medlem av verkställande kommittén för American Quaternary Association (kvartärtiden) och Nevada Council on Professional Archaeology. Hon var medlem av American Anthropological Association och tjänstgjorde i olika forskningspaneler för National Science Foundation och National Endowment for the Humanities.

## Privatliv
Cynthia Irwin-Williams föddes den 14 april 1936 i Denver i Colorado. Efter en lång tids kronisk sjukdom avled Irwin-Williams den 15 juni 1990 i Reno i Nevada.